# Prisme hexagonal

Un prisme hexagonal.

En géométrie, le prisme hexagonal est le quatrième dans l'ensemble infini des prismes formés par des côtés carrés et deux faces hexagonales régulières. Il possède 8 faces, 12 sommets et 18 arêtes.
C'est un octaèdre. Néanmoins, le terme octaèdre est principalement utilisé avec le terme « régulier » ou implicitement, par conséquent il ne signifie pas un prisme hexagonal ; dans le sens général, le terme octaèdre, il[Quoi ?] n'est guère utilisé parce qu'il existe différents types qui n'ont pas grand-chose en commun excepté le nombre de faces.
Dans la plupart des prismes, le volume est trouvé en prenant l'aire de la base que l'on multiplie par la hauteur.
Si les faces sont toutes régulières, c'est un polyèdre semi-régulier.
C'est un zonoèdre, un polyèdre qui permet le pavage de l'espace.